# Malo Vaga
Malo Vaga (ur. 12 kwietnia 1965) – samoański trener piłkarski. W 2012 roku prowadził reprezentację Samoa na Pucharze Narodów Oceanii.